# Ленинградская фонологическая школа
Ленингра́дская (Петербу́ргская) фонологи́ческая шко́ла (ЛФШ) — одно из направлений в современной фонологии, возникших на основе учения И. А. Бодуэна де Куртенэ о фонеме (наряду с Московской фонологической школой (МФШ), представителями которой были Р. И. Аванесов, В. Н. Сидоров, А. А. Реформатский и другие учёные).
Основателем ЛФШ является Л. В. Щерба. Среди других её представителей — Л. Р. Зиндер, Л. В. Бондарко, М. И. Матусевич.
Основной принцип подхода ЛФШ к единицам звукового уровня языка — стремление связать лингвистическую природу фонемы с её ролью в речевой деятельности. В учении школы фонема рассматривается как обеспечивающая использование материальных явлений (движений артикуляционного аппарата и производимых им акустических эффектов) для образования значащих единиц языка. Таким пониманием фонемы определяется интерес представителей ЛФШ к материальным свойствам звуковых единиц, их обращение к экспериментальной фонетике и методам анализа речи.
Важное место в деятельности ЛФШ занимают изучение фонетики различных языков с целью выявления общих закономерностей использования материальных средств, исследование фонетики и фонологии спонтанной речи, в которой отсутствуют условия для реализации «идеального фонетического облика слова», а также прикладные аспекты исследования речи: анализ звуковых нарушений при афазиях, заикании и тугоухости, создание методик автоматического анализа и синтеза речи, исследование статистических характеристик звуковых единиц, необходимое для создания испытательных тестов в технике связи, разработка методики преподавания неродного языка, в том числе русского как иностранного.
Со времён Л. В. Щербы последователи ЛФШ принимают участие в деятельности основанной им Лаборатории экспериментальной фонетики при филологическом факультете СПбГУ, ныне носящей имя основателя.

## История

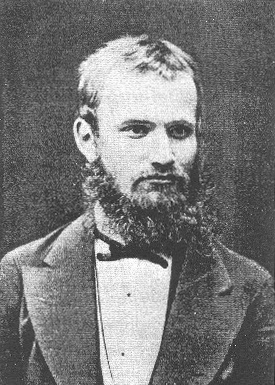
И. А. Бодуэн де Куртенэ

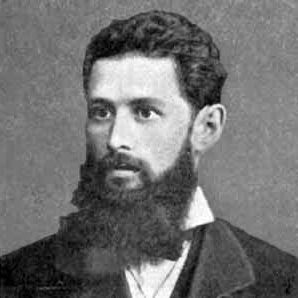
Н. В. Крушевский

Первым мысль о несовпадении физической природы звуков с их значением в «чутье народа» и системе языка высказал И. А. Бодуэн де Куртенэ: согласно идеям Бодуэна, изложенным им в 1870 году в работе «О древнепольском языке до XIV столетия», оглушение согласных на конце слова в славянских языках имеет физиологическую природу, в то время как психологически они остаются звонкими. В лекции 1871 года «Некоторые общие замечания о языковедении и языке» И. А. Бодуэн де Куртенэ выделяет в составе учения о звуках, наряду с исторической частью, изучающей развитие звуковой стороны языка, две части: физиологическую и морфологическую, предметом которой является «роль звуков в механизме языка, их значение для чутья народа».
Ученик Бодуэна Н. В. Крушевский, развивая взгляды учителя, предложил термин «фонема» для нефизиологического аспекта звуков речи. Однако Н. В. Крушевский называл фонемой единство звуков, чередующихся в морфеме в родственных языках. По сходному пути пошёл и сам И. А. Бодуэн де Куртенэ в работе «Некоторые отделы сравнительной грамматики славянских языков», увидевшей свет в 1881 году. Однако в «Опыте теории фонетических альтернаций» 1894 года Бодуэн дал и другое определение фонемы, выраженное в психологических терминах:

Фонема = единое представление, принадлежащее миру фонетики, которое возникает в душе путём психологического слияния впечатлений, полученных от произношения одного и того же звука, — психический эквивалент звуков языка.

В дальнейшем Бодуэн оставался на психологических позициях, что отражено в определении фонемы как представления звука, данном им во «Введении в языковедение», в последний раз изданном при жизни автора в 1917 году. В то же время Бодуэн полагал, что
при живых чередованиях в пределах морфемы тождество фонемы сохраняется: в рус. везу — вёз, несмотря на оглушение согласного, выступает одна и та же фонема з (однако, по мнению Бодуэна, в мышлении некоторых носителей русского языка в вёз фонема с, возможно, уже обособилась от з в везу).
Начиная с четвёртого издания «Введения в языковедение», в данном пособии содержится мысль о способности звуков к различению слов, то есть к смыслоразличению. Однако речь у И. А. Бодуэна де Куртенэ идёт лишь об использовании для смыслоразличения отдельных признаков звуковых единиц, таких как глухость — звонкость согласных (ср. рус. там — дам).

### Учение Л. В. Щербы о фонеме
Л. В. Щерба, ученик И. А. Бодуэна де Куртенэ, на основе бодуэновской теории дивергенции (фонетически обусловленных чередований) разработал теорию оттенков фонемы. Понятие оттенка соответствует бодуэновскому понятию зародышевого дивергента — дивергента, возникающего под действием фонетических факторов и рассматриваемого вне связи со значением и рамок какой-либо морфемы (таковыми являются, к примеру, разновидности a в сочетаниях pa, ta, ka, зависящие от особенностей артикуляции предшествующего согласного). Впервые противопоставление фонемы и оттенка встречается у Л. В. Щербы в работе 1911 года «Court exposé de la prononciation russe», однако детально данное учение было развито автором в магистерской диссертации «Русские гласные в количественном и качественном отношении», вышедшей в свет в 1912 году. Несмотря на использование психологической терминологии, перенятой от Бодуэна, Л. В. Щерба предложил в качестве основания для отождествления «мало-мальски сходных с акустической точки зрения» звучаний как представителей одной фонемы тождество их значений (ассоциированность «с одним и тем же смысловым представлением»), но не тождество самих звучаний; так, по Щербе, открытый [ɛ] и закрытый [e], неспособные к смыслоразличению в русском языке, успешно выполняют данную функцию во французском.
Л. В. Щерба, оставаясь верным данной точке зрения до конца жизни, в том числе в опубликованной посмертно статье «Очередные проблемы языковедения», отмечал важность для понятия фонемы её свойства быть непосредственно связанной со значением (играя роль целого слова, к примеру в рус. и, а, или грамматического показателя) или быть потенциальным носителем смысла, иначе говоря способности иметь значение.
В книге «Фонетика французского языка», вышедшей в 1938 году, Л. В. Щерба отошёл от психологизма и уточнил некоторые положения теории, изложенной в «Русских гласных…», в частности, разъяснил введённое ещё в 1912 году понятие типичного оттенка, однозначно показав соотношение фонемы и оттенка как общего и частного во избежание ошибочного представления о том, что в языке существуют две категории звуков: фонемы (неверно трактуемые как типичные оттенки) и оттенки фонем.

### Влияние взглядов Л. В. Щербы
Фонологическая теория Л. В. Щербы нашла поддержку у ленинградских и петербургских языковедов следующих поколений: Л. Р. Зиндера, Л. В. Бондарко, М. В. Гординой, Л. А. Вербицкой, В. Б. Касевича и других, — что неоднократно отмечалось в их работах. Названные учёные считают Л. В. Щербу своим учителем и называют себя представителями Щербовской фонологической школы.
Представитель другой лингвистической школы — Пражского лингвистического кружка — Н. С. Трубецкой в книге «Основы фонологии», прежде чем дать определение фонемы как совокупности фонологически существенных признаков, высказывает соображение о том, что фонема является кратчайшей смыслоразличительной единицей, и при этом ссылается на определение фонемы как «кратчайшего общего фонетического представления, способного ассоциироваться со смысловыми представлениями и дифференцировать слова», данное Л. В. Щербой в «Русских гласных…». На Л. В. Щербу как «впервые рассмотревшего фонему с функциональной точки зрения» ссылался и Р. О. Якобсон. В связи с этим сторонники ЛФШ отмечают, что положение о смыслоразличительной функции фонемы было заимствовано структуралистами у Л. В. Щербы.

### Синтетические концепции
Представитель МФШ А. А. Реформатский предложил рассматривать ряд фонологических концепций как попытки синтеза учений ЛФШ и МФШ. Первой из них является теория С. И. Бернштейна, сформировавшаяся в 1930-х годах и опубликованная в 1962 году; С. И. Бернштейн сам считал свою концепцию синтетической. В данной теории выделяются фонемы и чередования трёх степеней, причём фонема 1-й степени сближается с фонемой ЛФШ, фонема 2-й степени соответствует фонеме И. А. Бодуэна де Куртенэ, а фонема 3-й степени соответствует морфонеме.
В 1955 году была опубликована статья одного из создателей МФШ Р. И. Аванесова «Кратчайшая звуковая единица в составе слова и морфемы», вошедшая в качестве главы в изданную годом позднее книгу «Фонетика современного русского литературного языка». В статье и книге излагается фонологическая концепция Р. И. Аванесова, созданная с целью синтеза МФШ и ЛФШ, что, впрочем, отрицалось самим автором. Оставаясь верным положению МФШ о необходимости обращения к данным морфологии для определения фонологической системы языка, Р. И. Аванесов пересмотрел взгляды Московской фонологической школы на варьирование фонемы и вместо вариаций и вариантов фонем предложил понятия сильных и слабых фонем, а также фонемного ряда. Так, согласно Аванесову, в рус. но́гу — н[ʌ]га́ в первом слоге имеет место чередование сильной фонемы о со слабой фонемой α в пределах одного фонемного ряда, что имеет некоторое сходство с трактовкой, предлагаемой ЛФШ.

## Положения школы

### Понятие фонемы
Сторонники ЛФШ полагают, что задача теории фонемы состоит в объяснении того факта, что одни звуковые различия замечаются говорящими и оцениваются ими как существенные, а другие, не меньшие с фонетической точки зрения, обычно не замечаются носителями языка.
Фонема в ЛФШ определяется как кратчайшая (неделимая во времени) звуковая единица данного языка, способная быть в нём единственным средством различения означающих морфем и слов. Определение фонемы как способной к смыслоразличению позволяет признать различными фонемами единицы, не образующие минимальной пары, однако выступающие в тождественных фонетических позициях. Указание же на смыслоразличительную функцию позволяет противопоставить фонему оттенку (варианту) фонемы как не обладающему данной функцией и обеспечить самоё возможность выделения фонемы в потоке речи, где звуки в артикуляторно-акустическом отношении не отграничены друг от друга и лишь отнесение соседствующих звуков к разным морфемам или словам позволяет слушающему разграничить их.
Представители ЛФШ понимают фонему как «целостный артикуляционно-слуховой образ», поэтому дифференциальные признаки фонем мыслятся не как компоненты фонем (что присуще фонологической концепции Н. С. Трубецкого), а как классификационные средства для описания системы фонем. Ленинградские фонологи не склонны отождествлять дифференциальные признаки (ДП) с фонетическими свойствами фонем, считая ДП абстракцией, неодинаково проявляющейся фонетически в случае разных фонем, и указывают на важность для опознания слов на слух и недифференциальных (интегральных) признаков составляющих его фонем: например, по Л. Р. Зиндеру, произнесение рус. она с заднеязычным [ŋ] затруднило бы опознание данного слова, хотя переднеязычная артикуляция не является ДП для произносимого здесь в нормальном случае [n].

#### Отождествление звуков
Согласно учению ЛФШ, различные звуки, представляющие одну фонему, должны встречаться в неодинаковых фонетических условиях, то есть находиться в дополнительной дистрибуции. В случае, когда различные звуки встречаются в одинаковой фонетической позиции, их следует признать представителями (аллофонами) различных фонем. При этом, чтобы установить возможность для различных звуков встречаться в одной позиции, не обязательно прибегать к рассмотрению минимальных пар: достаточно так или иначе убедиться в том, что различие звуков не обусловлено позицией; так, чтобы определить, что в русском языке [p] и [b] принадлежат к разным фонемам, достаточно пары почта — бочка.
Однозначное отождествление звуковой единицы с той или иной фонемой признаётся в ЛФШ возможным в любой позиции. Специфические единицы слабых позиций, где однозначное отождествление было бы невозможным вследствие нейтрализации, наподобие архифонем Н. С. Трубецкого или гиперфонем МФШ не признаются, причём «состав фонем каждого данного слова определяется безотносительно к составу фонем других слов, в том числе и других форм того же слова»; значение для определения фонемного состава слова имеет лишь его звуковой облик. Отождествление звуковой единицы с той или иной фонемой осуществляется посредством соотнесения дифференциальных признаков наблюдаемой единицы с дифференциальными признаками фонем языка; так, конечный [k] в рус. рог относится к фонеме /k/, несмотря на чередование с [g] (рога), поскольку обладает теми же дифференциальными признаками, что и фонема /k/. Другим примером решения, продиктованного таким подходом, может служить трактовка редуцированных гласных в русском языке. В ЛФШ они «возводятся к ближайшим по фонетическому качеству фонемным эталонам»: [ъ] и [ʌ] считаются аллофонами фонемы /a/ (у А. Н. Гвоздева и И. В. Лыткина — /ы/), [ь] — представителем фонемы /i/.

#### Функции фонемы
Сторонниками ЛФШ выделяются следующие функции фонемы:
- конститутивная — создание звукового облика значащих единиц языка (со стороны говорящего);
- опознавательная — другая сторона конститутивной, проявляющаяся при рассмотрении со стороны слушающего;
- различительная (дистинктивная[46]) — использование своеобразия фонемного состава значащих единиц для их различения; является следствием конститутивной-опознавательной функции.

Фонема также может выполнять разграничительную функцию, что наблюдается в языках, в которых некоторые фонемы употребляются исключительно на границах значащих единиц.

### Варьирование фонемы
Фонема реализуется в речи неодинаково. Среди возможных реализаций фонемы сторонники ЛФШ различают обязательные аллофоны, называемые также оттенками или вариантами, факультативные варианты и индивидуальные варианты. Обязательные варианты характеризуются тем, что каждый из них в соответствующей фонетической позиции строго обязателен, что означает, что в естественном для данного языка произношении замена его другим невозможна и воспринималась бы как иностранный акцент.
Все обязательные аллофоны одной фонемы равноправны, поскольку их употребление определяется фонетическими правилами данного языка. Однако для называния фонемы используется так называемый основной аллофон, считающийся самым типичным представителем данной фонемы. Согласно Л. В. Щербе, типичным является аллофон, наименее зависимый от окружающих условий, что наблюдается в изолированной позиции (если она возможна, как в случае гласных русского языка) или, в случае невозможности изолированного произнесения, в сочетании со звуками, не приводящими к комбинаторным изменениям. Так, для согласного [d] основным аллофоном считается тот, в котором данный согласный выступает в сочетании с гласным [а]. Прочие обязательные аллофоны называются специфическими.

#### Комбинаторные и позиционные аллофоны
Среди специфических аллофонов выделяются комбинаторные и позиционные. Комбинаторные аллофоны возникают под воздействием соседних звуков; в русском языке таковы лабиализованные аллофоны согласных фонем, выступающие в позициях перед [u] и [o], ср. рус. тот [t°ót]. Выбор позиционного аллофона диктуется позицией — положением фонемы в слове (например, в русском языке смычные взрывные шумные согласные на конце слова реализуются как сильно придыхательные, ср. рус. вот [vótʰ]) или влиянием ударения (в русском языке в первом предударном слоге фонема /a/ реализуется в аллофоне [ʌ]).
Фактически каждый аллофон зависит и от комбинаторных, и от позиционных условий.

#### Факультативные варианты
Факультативные варианты (или свободное варьирование фонемы) имеют место, когда в любом слове, где данная фонема встречается в некоторой определённой позиции, она может иметь несколько вариантов реализации; таким образом, различие факультативных вариантов не связано с различием фонетических позиций. Факультативные варианты осознаются даже неподготовленными носителями языка как различные звуковые качества и могут быть по желанию воспроизведены ими. Примером свободного варьирования являются различные реализации фонемы /r/ в немецком языке, которая в любой позиции может выступать как переднеязычный [r] или как увулярный [ʀ]. Индивидуальный вариант отличается от факультативного тем, что обусловлен индивидуальными особенностями говорящих, а не системой фонетических правил языка; в случае, если индивидуальный вариант получает широкое распространение среди говорящих, он может перейти в разряд факультативных.

### Чередования фонем
В рамках ЛФШ принято различать несколько типов чередований: фонетически обусловленные аллофонемные чередования, живые чередования фонем и исторические чередования. Аллофонемные чередования, называемые также модификациями фонем, обусловлены фонетическими позициями и представляет собой взаимную мену обязательных вариантов той или иной фонемы. Примером чередования такого рода может служить пара рус. погода [-dʌ] — погоду [-d°u], где во первом случае выступает неогубленный, а во втором — огубленный аллофон фонемы /d/.
Отличительной особенностью исторических чередований является их обусловленность не фонетическими, а историческими причинами. Более того, фонетическая позиция может оставаться неизменной: в рус. погоды [-dы] — погожий [-žы] оба альтернанта (члена чередования) находятся в позиции перед гласным [ы]. Таким образом, в случае исторических чередований происходит взаимная мена разных фонем, а не аллофонов одной фонемы. Будучи необъяснимыми с синхронной точки зрения, такие чередования относятся к сфере традиции.

#### Живые чередования и нейтрализация
Живые чередования фонем обусловлены нейтрализацией фонемных противопоставлений, происходящей вследствие действующих в данную эпоху фонетических закономерностей (в отличие от исторических). Несмотря на тот факт, что альтернантами в таких случаях выступают разные фонемы, а не аллофоны одной фонемы, живые чередования являются обусловленными фонетическими причинами; к примеру, в рус. погода [-da] — погодка [-tka] мена звонкого шумного согласного на глухой обусловлена тем обстоятельством, что в погодка согласный оказывается в слабой позиции — в положении перед глухим согласным. При этом фонетически обусловленным является лишь тот альтернант, который выступает в слабой позиции (в позиции нейтрализации), поскольку в сильной позиции могут выступать оба альтернанта (ср. погода — охота в позиции перед [ʌ]).
Таким образом, нейтрализация рассматривается приверженцами ЛФШ как позиционное ограничение употребления тех или иных фонем, которое приводит к мене фонемы, не встречающейся в некоторой позиции, на способную встречаться в ней. Сама же возможность различения фонем, согласно ленинградскому фонологу Л. Р. Зиндеру, хотя и не используется, всё же не утрачивается, что доказывается иногда практикуемым при диктовке «побуквенным» произнесением слов, например пробег /prob’eg/ при нормальном /prab’ek/. Такая точка зрения отличается от решений, предлагаемых иными фонологическими школами: Н. С. Трубецкой усматривает необходимость говорить об архифонеме — особой единице, представляющей собой совокупность дифференциальных признаков, общих для нейтрализовавшихся фонем. Московская фонологическая школа вводит понятие гиперфонемы как единицы, выступающей лишь в тех случаях нейтрализации, для которых невозможно подобрать сильную позицию, то есть в изолированных слабых позициях, в частности в рус. сто (в фонемной транскрипции московских фонологов — <{с/з}то>), бара́н (<б{а/о}ран>). В неизолированных (соотносительных) позициях нейтрализации, согласно МФШ, выступает та же фонема, что и в соответствующей сильной позиции.

### Фонематическая транскрипция
В фонематической транскрипции ЛФШ, как и в других фонемных транскрипциях, фонема обозначается одни и тем же знаком, вне зависимости от её варьирования. Знаки фонематической транскрипции в ЛФШ заключаются в косые скобки.
Отмечается, что система записи, близкая к фонемной транскрипции ЛФШ, может быть весьма удобной при практической записи текстов на бесписьменных языках, поскольку позволяет избежать избыточной фонетической детализации, свойственной фонетической транскрипции, и не связана непосредственно с той или иной надстраиваемой над текстом фонологической теорией, которая ориентировалась бы на тождество фонемного состава морфемы (как это принято в Московской фонологической школе) или систему оппозиций (как в фонологической концепции Н. С. Трубецкого). Подобная транскрипция легко усваивается носителями бесписьменных языков, что свидетельствует о её психологической адекватности.

## Фонология русского языка с точки зрения ЛФШ

### Гласные
В рамках Ленинградской фонологической школы в русском языке усматривается наличие шести гласных фонем: /a o u e i ы/ — однако использование всех шести возможно лишь под ударением; в безударных позициях системой языка запрещено использование /e/ и /o/.
| Аллофоны и живые чередования гласных фонем русского языка | Аллофоны и живые чередования гласных фонем русского языка | Аллофоны и живые чередования гласных фонем русского языка | Аллофоны и живые чередования гласных фонем русского языка | Аллофоны и живые чередования гласных фонем русского языка |
| Фонемы                                                    | Комбинаторные аллофоны (под ударением) | Позиционные аллофоны и живые чередования | Позиционные аллофоны и живые чередования | Позиционные аллофоны и живые чередования |
| --------------------------------------------------------- | --- | --- | --- | --- |
| Фонемы                                                    | Комбинаторные аллофоны (под ударением) | Первый предударный слог | Прочие предударные слоги | Заударные слоги |
| /i/                                                       | Перед твёрдыми согласными смещается назад | ie | ie | ь |
| /ы/                                                       | В положении после губного и перед любым мягким согласным характеризуется выраженной дифтонгоидностью — неоднородностью по ряду (после начальной фазы следует значительное продвижение артикуляции вперед, почти к [i]-образному положению языка). Начальная фаза артикуляции в отношении ряда и огубленности сильно зависит от предшествующего согласного. В сочетании с носовыми согласными назализован         | В предударных слогах сокращается по длительности по сравнению с ударным и может терять дифтонгоидность | В предударных слогах сокращается по длительности по сравнению с ударным и может терять дифтонгоидность | В предударных слогах сокращается по длительности по сравнению с ударным и может терять дифтонгоидность |
| /e/                                                       | Подвержен влиянию предшествующих твёрдых губных согласных; в позиции после мягких согласных продвинут вперёд и имеет более закрытую артикуляцию в начальной части; между мягкими согласными возможен как аллофон с выраженной [i]-образной артикуляцией начала и конца, так и однородный аллофон, произносимый как закрытый гласный переднего ряда, близкий к [i]. В соседстве с носовыми согласными назализован | После твёрдых согласных чередуется с безударным аллофоном /ы/; после мягких при нормативном иканье чередуется с аллофонами /i/, в ленинградском произношении с эканьем сокращается и становится более закрытым                     | После твёрдых согласных чередуется с безударным аллофоном /ы/; после мягких при нормативном иканье чередуется с аллофонами /i/, в ленинградском произношении с эканьем сокращается и становится более закрытым                     | После твёрдых согласных чередуется с безударным аллофоном /ы/; после мягких при нормативном иканье чередуется с аллофонами /i/, в ленинградском произношении с эканьем сокращается и становится более закрытым                     |
| /a/                                                       | После мягкого согласного — дифтонгоидный гласный с [i]-образным началом; перед мягким — слабо выраженный [i]-образный конец; между мягкими — [i]-образные начало и конец, может быть более передним и закрытым по артикуляции. В соседстве с носовыми согласными назализован | После твёрдых согласных — ʌ | После твёрдых согласных — ъ (в абсолютном начале и абсолютном конце слова — ʌ) | После твёрдых согласных — ъ (в абсолютном начале и абсолютном конце слова — ʌ) |
| /a/                                                       | После мягкого согласного — дифтонгоидный гласный с [i]-образным началом; перед мягким — слабо выраженный [i]-образный конец; между мягкими — [i]-образные начало и конец, может быть более передним и закрытым по артикуляции. В соседстве с носовыми согласными назализован | После мягких чередуется с соответствующими аллофонами /i/ (при эканье — с аллофонами /e/) | | |
| /o/                                                       | [i]-образные начало, конец, начало и конец в положении после мягкого, перед мягким, между мягкими соответственно | После твёрдых чередуется с аллофонами /a/ | После твёрдых чередуется с аллофонами /a/ | После твёрдых чередуется с аллофонами /a/ |
| /o/                                                       | [i]-образные начало, конец, начало и конец в положении после мягкого, перед мягким, между мягкими соответственно | После мягких чередуется с аллофонами /i/ (при эканье — с аллофонами /e/) | | |
| /u/                                                       | После твёрдых переднеязычных согласных продвигается вперёд; в сочетании с мягкими и носовыми согласными ведёт себя подобно /a/ | Имеют сокращённую длительность и недостаточную артикуляцию; подвержены сильному комбинаторному влиянию окружающих согласных, в особенности твёрдых переднеязычных и всех мягких. Заударные аллофоны изменяются сильнее предударных | Имеют сокращённую длительность и недостаточную артикуляцию; подвержены сильному комбинаторному влиянию окружающих согласных, в особенности твёрдых переднеязычных и всех мягких. Заударные аллофоны изменяются сильнее предударных | Имеют сокращённую длительность и недостаточную артикуляцию; подвержены сильному комбинаторному влиянию окружающих согласных, в особенности твёрдых переднеязычных и всех мягких. Заударные аллофоны изменяются сильнее предударных |

Позиция ЛФШ по вопросу о фонологической сущности отношения гласных /i/ и /ы/, в отличие от МФШ, где [ы] рассматривается как вариация фонемы '', и взглядов И. А. Бодуэна де Куртенэ, предполагавшего наличие у фонемы «i mutabile» двух основных типов, состоит в признании /i/ и /ы/ отдельными самостоятельными фонемами. Аргументами в пользу такого решения служат:
- наличие в русском языке случаев употребления /ы/ в позиции начала слова (приводимого Л. В. Щербой со ссылкой на Д. Н. Ушакова глагола ыкать[72], в случае которого /ы/ может даже дифференцировать слова (икать — ыкать)[73], а также ряда имён собственных: Ытыга, Ыйчжу[74], Ыныкчанский[75]) и изолированного употребления /ы/ (название буквы ы)[74];
- отношение носителей русского языка к /ы/ как к самостоятельной единице, выражающееся в названиях («Операция „Ы“ и другие приключения Шурика») и сопротивлении предложению заменить написания Ы после Ц написанием ци[76].

Тем не менее, в ЛФШ отмечается, что /ы/ может являться самостоятельной фонемой «не в той же мере», как /a e i o u/.

### Согласные
С точки зрения ЛФШ, в русском языке насчитывается 36 согласных фонем:
- губные: /p p’ b b’ m m’ f f’ v v’/;
- переднеязычные: /t t’ d d’ n n’ s s’ z z’ š ž š’: č c l l’ r r’/;
- среднеязычный: /j/;
- заднеязычные: /k k’ g g’ x x’/.

Некоторые из приведённых решений ЛФШ принимаются не всеми лингвистами. Так, даже представитель ленинградской школы Л. Р. Зиндер, отвергая позицию Л. В. Щербы по данному вопросу, предлагал считать [š’:] сочетанием фонем /šč/. Согласно Л. Р. Зиндеру, внутри данного сочетания фонем (произносимого некоторыми носителями языка как [š’č]) часто проходит граница между морфемами (ср. исчислить, исчерпать), что сближает это сочетание с однозначно бифонемными сочетаниями, такими как /ts/ в отсеять или /ss/ в ссора; как бы ни произносилось сочетание — как [š’č] или как [š’:] (что, по Л. Р. Зиндеру, восходит к [š’č]), — его следует трактовать как бифонемное, а поскольку [š’:] и [š’č] не составляют в русском языке минимальной пары, [š’:] фонематически трактуется Л. Р. Зиндером как /šč/. В пользу противоположной точки зрения, признающей монофонемность /š’:/, говорит наличие в русском языке значительного количества слов, в которых граница морфем ныне не осознается (счастье, счёт) или отсутствует (щи, щедрый). Некоторыми языковедами, в том числе Л. В. Щербой, признаётся также самостоятельный фонемный статус долгого мягкого согласного [ž’:], характерного для старомосковской произносительной нормы и в современном русском языке уже неустойчивого (может заменяться твёрдым [ž:] или сочетанием [žd’]) (ср. вожжи, дождя, езжу). Однако существующая тенденция к отвердению данного звука позволяет считать его реликтовым явлением без статуса самостоятельной фонемы.
Ряд лингвистов также склонен не признавать фонемного статуса мягких заднеязычных [k’ g’ x’], считая их модификациями соответствующих твёрдых. Такая точка зрения основывается на представлении о том, что мягкие заднеязычные не встречаются в позициях различения твёрдых и мягких согласных. Однако в современном русском языке существуют немногочисленные случаи новых слов и заимствований, опровергающие данное положение: гяур, кюре, херес; авторское деепричастие В. В. Маяковского берегя (от беречь) образует минимальную пару с берега. Другим аргументом против непризнания фонемного статуса мягких заднеязычных может служить тот факт, что противопоставление по твёрдости — мягкости относится к самым регулярным в системе согласных; данный признак, по-видимому, без труда определяется носителем языка в каждом конкретном случае и является фонематичным для всей системы. Таким образом, в ЛФШ /k’ g’ x’/ признаются самостоятельными фонемами, хотя обособившимися в недавнее время и ограниченными в дистрибуции (мягкие заднеязычные не встречаются в позиции конца слова).
В ЛФШ, как и в других фонологических концепциях, не признаются самостоятельными фонемами аллофоны конечных аффрикат /c/, /č/ и заднеязычного щелевого /x/, выступающие в позиции перед следующим звонким шумным согласным (дочь друга [d͡ʒ], конец года [d͡z], мох горит [ɣ]).

## Критика и полемика

### Позиция И. А. Бодуэна де Куртенэ
А. А. Реформатский, один из создателей МФШ, отмечал, что позиция Л. В. Щербы и, соответственно, взгляды ЛФШ заметно отличаются от мыслей И. А. Бодуэна де Куртенэ. По А. А. Реформатскому, различия касаются как частностей: трактовки [ы], [k’ g’ x’], — так и основоположений, среди которых важнейшее место занимает «антиморфематизм» Щербовской школы — рассмотрение фонемы вне её связи с морфемой. Однако представители ленинградской и московской школ неодинаково трактуют позицию Бодуэна по данному вопросу. МФШ полагает, что при всех различиях формулировок в работах Бодуэна он оставался приверженцем «морфематизма», начиная от выделения фонемы в 1868 году и работы 1881 года «Некоторые отделы „сравнительной грамматики“ славянских языков», где были различены понимания фонемы как совокупности фонетических свойств и как компонента морфемы, и заканчивая «Введением в языковедение» вплоть до последнего его прижизненного издания. Психологическую, социальную и антропологическую точки зрения, содержащиеся в работах И. А. Бодуэна де Куртенэ, А. А. Реформатский предлагает считать попытками «подкрепить и углубить его основную лингвистическую позицию» — «морфематизм». Представители ЛФШ, тем не менее, настаивали на признании эволюции взглядов Бодуэна к психологической трактовке фонемы или утверждали, что окончательного определения фонемы учёный не дал, и указывали на различение им фонемографического и морфемографического принципов орфографии, из чего выводили представление Бодуэна о независимости фонем от морфемы.
Московские фонологи не согласны также с тезисом ЛФШ о том, что лишь Л. В. Щерба впервые заговорил о смыслоразличительной роли фонем и таким образом прояснил соотношение фонемы и оттенка, в то время как у Бодуэна речь шла лишь о роли признаков фонем для различения слов. Первенство в формулировке смыслоразличительной функции фонемы они признают за И. А. Бодуэном де Куртенэ.

### Позиция Л. В. Щербы
Во время так называемой «дискуссии о фонеме», происходившей на страницах журнала «Известия Академии наук СССР. Отделение литературы и языка» в 1952—1953 годах, А. А. Реформатский заметил, что «для Л. В. Щербы… связь фонем с морфологией» была обязательна. Позднее в рамках той же дискуссии М. В. Пановым была высказана мысль о том, что Л. В. Щерба не избежал обращения к морфемному составу слов, свойственного МФШ, а также признал в «Фонетике французского языка» возможность для двух фонем совпадать в одном звуковом варианте и возможность для фонемы иметь нуль звука в качестве одного из аллофонов. Позднее М. В. Панов указывал также, что в первой академической «Грамматике русского языка», над которой Щерба работал в последние годы жизни, предложена трактовка варьирования фонемы /а/, близкая к идеям МФШ; по мнению М. В. Панова, здесь отразилось изменение взглядов Л. В. Щербы, не успевшего соответствующим образом обновить другие положения в тексте грамматики.

### Вопросы теории фонем
А. А. Реформатский отмечает слабость интереса ЛФШ к теории позиций, детально разработанной в рамках МФШ, обусловленную отрицанием нейтрализации фонем в позициях неразличения и представлением нейтрализации как мены фонем.
Возведение звуковых единиц слабых позиций, фонетически отличающихся от единиц сильных позиций, «к ближайшим по фонетическому качеству фонемным эталонам» представляется сторонникам МФШ «подтягиванием», что подтверждается возможностью «подтянуть» редуцированные гласные русского языка как к фонеме /a/, так и к /ы/. К тому же, по А. А. Реформатскому, это приводит к отрыву единицы слабой позиции от единицы сильной и вообще от ряда позиционных чередований. Подобный подход критикуется Реформатским как «гадание на кофейной гуще об артикуляционно-акустическом „сходстве“ звучаний», далёкое от фонологии и представляющее собой «испорченную добрую старую фонетику». Сходным образом высказывается об учении ЛФШ и В. М. Алпатов:

Фонема для Ленинградской школы — класс близких по физическим свойствам звуков; например, оба гласных в русском вода для этой школы — разновидности фонемы a. Критерий звукового сходства оказывался решающим для Л. В. Щербы и его учеников, поэтому их противники из Московской школы упрекали их в «физикализме»:235.

Сторонники ЛФШ, напротив, подчёркивали, что опираются в первую очередь не на фонетические критерии: «единство оттенков одной фонемы обусловлено не их фонетическим сходством, а невозможностью различать слова и формы слов в данном языке». В то же время ими выдвигались тезис об автономности фонемы, или автономности фонетики (не принимаемый МФШ), и требование использования фонетического критерия при определении фонемы. Фонема для ЛФШ есть единица с «определёнными акустико-артикуляционными свойствами», которые должны в какой-то мере совпадать у всех вариантов одной фонемы и отличать её от других фонем для обеспечения смыслоразличения. Из автономности фонемы, согласно ЛФШ, вытекает и независимость определения фонемного состава слова от наличия минимальных пар; так, согласно Л. Р. Зиндеру, спорящему здесь с учением МФШ о гиперфонеме, определение первой фонемы как /g/ в рус. где является однозначным, несмотря на отсутствие в ряду однокоренных слов сильной позиции для данной звуковой единицы.

## Влияние
В настоящее время положения ЛФШ, наряду с положениями других фонологических концепций, излагаются в учебных пособиях для студентов филологических специальностей высших учебных заведений. Знакомство с учением ЛФШ входит в программу кафедры русского языка для студентов филологических факультетов государственных университетов «Русский язык и его история», составленную кафедрой русского языка филологического факультета МГУ им. М. В. Ломоносова. Учебные пособия по фонетике и фонологии, авторами которых являются представители ЛФШ, входят в список рекомендуемой литературы к государственному экзамену для студентов отделения русского языка и литературы филологического факультета СПбГУ.

## Комментарии
1. ↑  Термин позиционный используется здесь в узком смысле; позиционным в широком смысле является всякий специфический аллофон, поскольку его выбор обусловлен фонетической позицией.
2. ↑  Используемый Ю. С. Масловым термин аллофонема полностью соответствует общепринятому термину аллофон, однако предпочитается последнему как указывающий на принадлежность аллофонем языку, а не речи.
3. ↑  В приведённом примере чередование вызвано изменением согласного в сочетании с [j], имевшим место в праславянский период.
4. ↑  Возможное отличие состоит в использовании особых знаков для нейтральных гласных, сближаемых с архифонемами Пражской лингвистической школы.
5. ↑  В некоторых заимствованных словах (боа, поэт) и безударных служебных словах (но, что) без ударения встречается аллофон /o/, близкий к ударному.